# 費耶特鎮區 (愛荷華州林縣)
費耶特鎮區（英語：Fayette Township）是位於美國愛荷華州林縣的一個行政鎮區。

## 地方資料
根據2010年美國人口普查的數據，費耶特鎮區的面積為64.97平方千米，當中陸地面積為61.61平方千米，而水域面積為3.36平方千米。當地共有人口1267人，而人口密度為每平方千米19.5人。